# Victor de Sabata
Victor de Sabata (Trieste, 10 de abril de 1882 — 11 de dezembro de 1967) foi um maestro e compositor italiano. Foi conhecido como um dos mais célebres maestros operísticos  do século XX, especialmente pelas obras de Giuseppe Verdi, Giacomo Puccini e Richard Wagner.  Sabata também foi um aclamado maestros de obras orquestrais.

## Biografia

### Começo da vida
De Sabata nasceu na cidade de Trieste, que no período era parte da Áustria-Hungria. Seu pai, um católico romano, Amedeo de Sabata, foi um professor de canto profissional e maestro de coral, sua mãe, uma talentosa cantora amadora, era judia. De Sabata começou a tocar piano aos quatro anos de idade, e começou a compor Gavotas aos seis anos de idade. Ele compôs seu primeiro trabalho para orquestra aos doze anos de idade. Seus estudos musicais formais começaram depois de sua família se mudar para Milão em 1900. Em Milão, De Sabata estudou no Conservatório Giuseppe Verdi, estendendo seus estudos para violino, teoria, composição, condução, além é claro, de piano. De Sabata foi conhecido como um espetacular pianista e violinista até o fim de sua vida. A primeira ópera de De Sabata, Il Macigno, foi produzida no La Scala de Milão dia 31 de Março de 1917. Esta ópera foi executada durante os poucos próximos anos.

### 1918 - 1929
Em 1918, De Sabata foi apontado como o maestro da Ópera de Monte Carlo, executando obras variadas do fim do século XIX e obras contemporâneas. Em 1925 ele conduziu a estréia mundial de L'enfant et les Sotilèges de Maurice Ravel. Em 1921, enquanto conduzia a Ópera de Monte Carlo, de Sabata começou sua carreira como um maestro sinfônico com a Orquestra da Academia de Santa Cecilia, em Roma. Em 1927 ele fez sua estréia nos Estados Unidos com a Orquestra Sinfônica de Cincinnati, substituíndo Fritz Reiner.

### 1929 - 1945
De Sabata conduziu a orquestra do La Scala em concerto nas temporadas de 1921 e 1922 e conduziu a ópera do La Scala em 1929. Ele se tornou o maestro principal em 1930, sucedendo Arturo Toscanini. Logo após se tornar maestro princiapl ele renunciou o posto por causa de divergências com a orquestra sob a pobre recepção de sua composição A Thousand and One Nights. Toscanini escreveu uma carta para De Sabata tentando perssuadí-lo a voltar para o La Scala, dizendo que o ato dele foi "um dano para você e para o teatro". De Sabata retornou para o La Scala, e continuou no posto por vinte anos. Entretanto, ele nunca respondeu a Toscanini e os dois maestros nunca se conheceram até a década de 1950.
Durante a década de 1930, De Sabata conduziu concertos na Itália e na Europa Central. De acordo com Romano, o filho de Benito Mussolini, De Sabata foi um grande amigo do ditador italiano.
Em 1936 ele apareceu com a Ópera Estatal de Viena. Em 1939 ele tornou-se o segundo maestro não alemão a conduzir no Festival de Bayreuth, quando ele conduziu a ópera Tristan und Isolde de Richard Wagner. No mesmo ano ele fez gravações de Brahms, Wagner e Richard Strauss com a Filarmônica de Berlim. Ele também virou um grande amigo de Herbert von Karajan. Durante certos estágios da Segunda Guerra Mundial, De Sabata ajudou Karajan a se mudar com sua família para Itália.

### 1945 - 1953
Depois da Segunda Guerra Mundial, a carreida de Sabata expandiu-se internacionalmente. Ele conduziu frequentemente em Londres, Nova Iorque e em outras cidades dos Estados Unidos. Em 1946 ele gravou com a Orquestra Filarmônica de Londres para Decca. Em março de 1950 e em março de 1951 de Sabata conduziu a Filarmônica de Nova Iorque em uma série de concertos no Carnegie Hall. Nesse período ele conduziu célebres cantores no La Scala, como Renata Tebaldi, Maria Callas, Giuseppe di Stefano, Tito Gobbi, entre outros. A última década de sua vida ele dedicou à composições, depois de sofrer um ataque do coração, mas teve poucos resultados. Ele aproveitou seu tempo livre para resolver problemas matemáticos. De Sabata morreu do coração em Santa Margherita Ligure, Liguria em 1967. Em sua memória, a Orquestra do La Scala se apresentou sem maestro como marca de respeito.

## Estilo de condução
De Sabata conduzia combinando um estilo do seu temperamento, controle da ira e técnica de precisão. O violinista da Orquestra Filarmônica de Londres comparou de Sabata com Sir Thomas Beecham. O baixista Robert Meyer, que já se apresentou sob a batuta de célebres maestros, como Wilhelm Furtwängler, Herbert von Karajan, Otto Klemperer, carlo Maria Giulini, Bruno Walter, Serge Koussevitzky e Leopold Stokowski, disse "indiscutívelmente o melhor maestro com quem eu me apresentei. Conduzia ensaios e concertos de memória.